# اولشووکا (استان اشوی‌داشکسیه)
اولشووکا (به لهستانی: Olszówka) یک منطقهٔ مسکونی در لهستان است که در گمینا ووپوشنو واقع شده‌است. اولشووکا ۹۶ نفر جمعیت دارد.